# БІ-1
БІ (БІ — Березняк-Ісаєв, або Близький Винищувач (рос. Близкий Истребитель), також відомий під назвою «БІ-1») — ракетний літак, перший радянський літак з рідинним ракетним двигуном. Моноплан з низькорозташованим крилом, стартова маса 1,5 т при запасі палива (азотна кислота і гас) 500 кг. Розмах крила 7,5 м.

## Історія створення
Розробка розпочата в ініціативному порядку в 1941 році конструкторами О. Я. Березняком і О. М. Ісаєвим в КБ заводу № 293 в Хімках (директор заводу і головний конструктор КБ — В. Ф. Болховітінов).
Відправною точкою для проектування літака стало ознайомлення в 1940 році О. Березняка з ракетним двигуном, який розробляли в НДІ-3 Л. С. Душкіним. Незважаючи на те, що двигун володів достатньою тягою, він мав досить велику витрату палива і окислювача. Таким чином, час польоту літака міг бути від 1 до 4 хвилин. Однак при цьому літак мав надзвичайно великі для того часу реакцію дросельної заслонки, швидкість і швидкопідйомність. Саме виходячи з цих особливостей, стало ясно майбутнє призначення літака — перехоплювач. На початку 1940-х РЛС тільки розроблялися, і виявлення потенційних цілей для перехоплювачів здійснювалося в основному візуально. За час, достатній для підготовки і зльоту гвинтових перехоплювачів, група бомбардувальників іноді встигала вже відбомбитися. Тому концепція «швидкого» ракетного перехоплювача, що працює за схемою «блискавичний зліт — одна швидка атака — посадка на планируванні» виглядала привабливо не тільки для радянських конструкторів — на аналогічній концепції побудовано і німецький Me-163.
Після початку Німецько-радянської війни роботи різко прискорилися: вже 9 липня ескізний проект був переданий в ДКО, в серпні ДКО приймає рішення про будівництво літака, а вже 1 вересня літак без двигуна відправляється в ЛДІ для початку льотних випробувань.
В ході випробувань в режимі планера у вересні-жовтні 1941 льотчиком Б. М. Кудріним було проведено 15 польотів. Було підтверджено, що всі аеродинамічні дані літака, характеристики стійкості і керованості відповідають розрахунковим.
У жовтні 1941 року прийнято рішення про евакуацію заводу № 293 на Урал. 7 листопада персонал заводу почав розгортання виробництва в селищі Білімбай (Первоуральск, 60 км на захід м. Свердловськ). До грудня 1941 року доведення літака було продовжено на новому місці.
Основні сили КБ були кинуті на доведення двигуна Д-1-А-1100, так як група Л. С. Душкіна в НДІ-3 в цей час вже була зайнята розробкою двигуна для нового ракетного літака самого НДІ-3 — 302. Від КБ Болховітінова керував роботами О. Є. Росляков, від НДІ-3 — А. В. Палло (він працював у Білімбаї до кінця 1942, після чого був відкликаний в НДІ-3). Замість хворого льотчика-випробувача Б. М. Кудріна командування ВПС направило Г. Я. Бахчиванджі.
20 лютого 1942 року під час роботи двигуна на стенді стався вибух. В результаті постраждали А. В. Палло і Р. Я. Бахчиванджи, були пошкоджені стенд і двигун. Проте вже в березні випробування були продовжені.
25 квітня 1942 літак був перебазовано на аеродром НДІ ВПС поблизу м. Кольцово (80 км від Білімбая і Первоуральска). 30 квітня було здійснено пробні включення двигуна, 2 травня — пробіжка по аеродрому, 13 травня — підліт довжиною близько 50 м на висоті близько 1 м.
15 травня 1942 літак БІ-1 під керуванням Г. Я. Бахчиванджі вперше злетів з використанням ракетного двигуна. Політ продовжувався 3 хв. 9 сек., за 60 сек. роботи РРД була досягнута висота 840 метрів, при максимальній швидкості 400 км/год і максимальною швидкопідйомністю 23 м/с.

Для нас, тих хто стояв на землі, цей зліт був незвичайним. Незвично швидко набираючи швидкість, літак через 10 секунд відірвався від землі і через 30 секунд зник з очей. Тільки полум'я двигуна говорило про те, де він знаходиться. Так минуло кілька хвилин. Ніде правди діти, у мене затряслися жижки. Нарешті,  Бахчиванджі повернувся і сів на аеродром.
Посадка вийшла жорсткою, одна стійка шасі підломилися, колесо відскочило і покотилося по аеродрому.
Для льотчика це теж був не просто перший політ на новому літаку, але політ на апараті нових незвичних якостей, які вимагали від нього прискорення всіх дій і мислення в силу короткочасності польоту і сильно збільшених прискорень руху. Машина поводилася абсолютно не так, як інші літаки того часу, через це льотчик не повністю виконав задану програму, але головним було те, що він здійснив цей політ і благополучно повернувся.
— В. Ф. Болховітінов
Після польоту з'ясувалося, що за весь цикл випробувань БІ-1 вже досить пошкоджений азотною кислотою. Було прийнято рішення про виробництво ще двох експериментальних БІ і закладці невеликої (30-40 машин) військової серії БІ-ВС. Від дослідних літаків БІ-ВС відрізнялися озброєнням: на додаток до двох гармат під фюзеляжем перед кабіною льотчика встановлювалася бомбова касета. В касеті розміщувалося десять дрібних бомб калібром 2,5 кг, які мали велику вибухову силу. Бомби були розраховані для скидання на бомбардувальники, які йдуть строєм, і ураження їх осколками і вибуховою хвилею.
У 1943 р. було здійснено ще шість польотів на другому (БІ-2) і третьому (БІ-3) примірниках літака. Один з польотів виконував К.О. Груздєв, решта — Г. Я. Бахчиванджі.
Зокрема, за участю академіка А. І. Берга і Б. О. Чертока створювався радіовизначник координат літака.
Завдання на політ 27 березня 1943 (сьомий за рахунком, шостий у 1943) відрізнялося від попередніх. Якщо раніше літак випробовувався на максимальну висоту і швидкопідйомність, то тепер він повинен був випробовуватися на максимальну швидкість польоту. Для цього льотчик-випробувач мав на постійній висоті 2 тис. м. дочекатися вимикання двигуна після закінчення палива. З точки зору спостерігачів з землі до моменту вимикання двигуна політ проходив за планом, однак потім літак увійшов у піке і, не здійснюючи спроб вийти з нього, зіткнувся з землею. Льотчик-випробувач Григорій Бахчиванджі загинув.

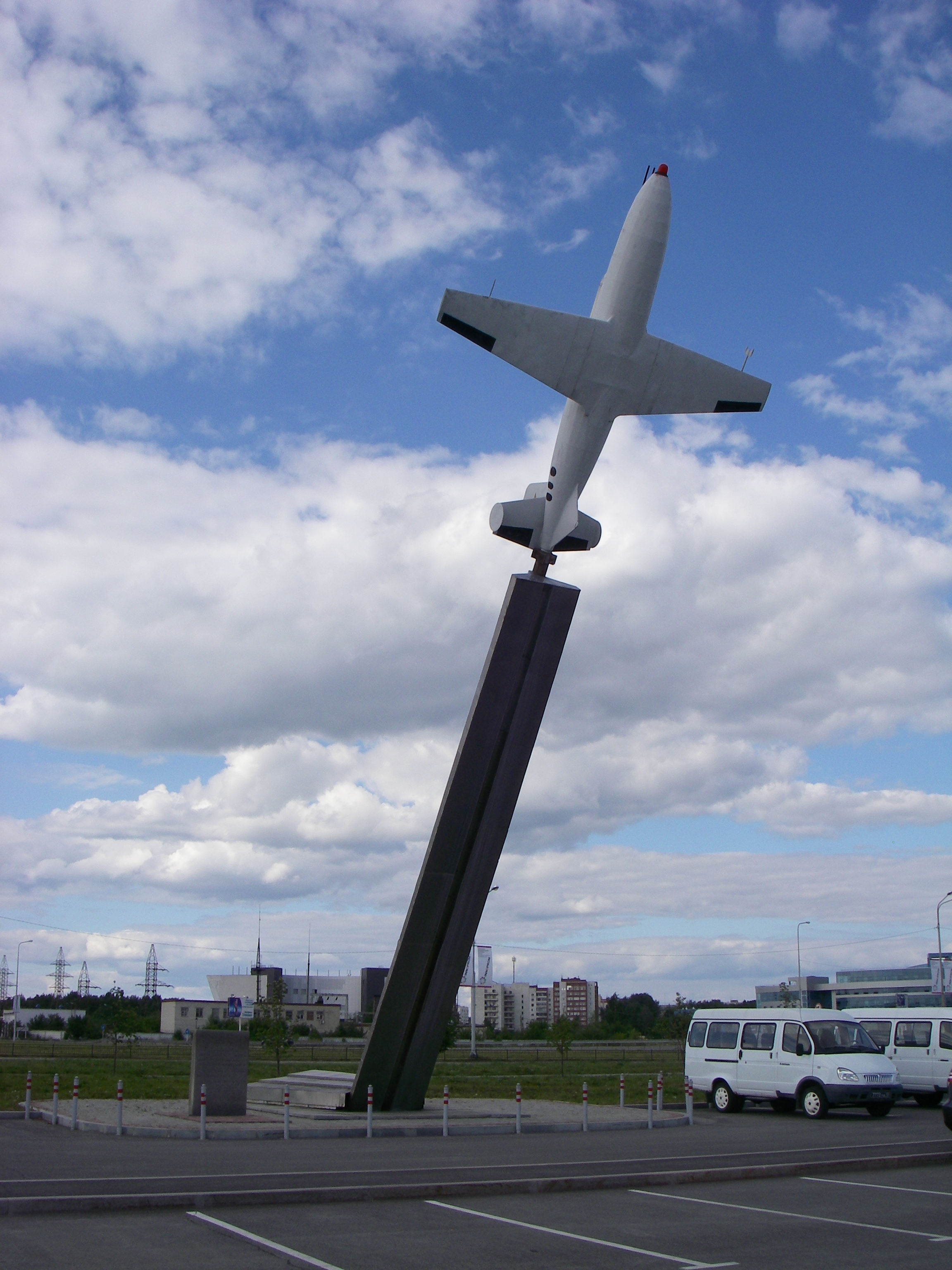
Пам'ятник біля аеропорту Кольцово

Висловлюється кілька можливих причин катастрофи:
- аварійна комісія встановила: при вимиканні двигуна літак різко знизив швидкість, льотчик вдарився сонячним сплетінням у штурвал і втратив свідомість, відповідно не керував літаком і не робив спроб врятуватися;
- після катастрофи в ході продувок БІ в новій аеродинамічній трубі ЦАГІ, що дозволяла імітувати відповідні швидкості, було виявлено нове явище — «затягування в пікірування»[2]. «Затягування» проявляється на швидкостях понад 800 км/год (великі дозвукові швидкості) і викликається зміщенням назад аеродинамічного фокуса. Подальші продувки показали, що затягування в пікірування на таких швидкостях характерно для літаків з прямим крилом звичайного профілю в результаті розвитку хвильового кризи. Точна швидкість польоту, досягнута БІ в цьому польоті, невідома через катастрофічне руйнування вимірювальних приладів, але вона оцінюється у 800-1000 км/год.

Можливо, катастрофа БІ 27 березня 1943 сталася через обидві причини.
Ця катастрофа призвела до скасування початку виробництва БІ і знищення вже закладених БІ-ВС.
У 1943 році завод Болховітінова був повернутий до Москви. Було побудовано ще кілька літаків, однак випробування стримувала відсутність двигуна — єдиний Д-1-А-1100 Душкіна був втрачений в катастрофі 27.03.43, нових НДІ-3 не постачав. Це призвело до того, що О. М. Ісаєв був змушений розробити свій двигун, РД-1, то була дещо модифікована версія Д-1-А-1100. Він був встановлений на БІ-7, і двічі було здійснено політ з їх включенням. Крім того, було зроблено ще кілька машин, які використовувалися у випробуваннях в режимі планера і з двома ППРД ДМ-4 конструкції І. О. Меркулова (вони розроблялися як допоміжні для гвинтових літаків).
По мірі появи в середині 1940-х реактивних літаків на ТРД стала зрозумілою подальша безперспективність роботи над ракетними винищувачами взагалі, і над БІ зокрема, в першу чергу через вкрай обмежену тривалість польоту.
Однак досвід, накопичений в КБ Болховітінова при роботі над БІ, був дуже корисний, а вихідці з його КБ надалі були помітними фігурами в радянській ракетній і космічній техніці. Двоє конструкторів БІ стали засновниками двох конструкторських шкіл: О. Я. Березняк заснував ДКБ-155, займало провідне становище в СРСР у питаннях розробки крилатих ракет, а О. М. Ісаєв став засновником ДКБ-2, яке спеціалізується на РРД малої і середньої тяги для ракет і космічних апаратів.
Всього було випущено 9 літаків. З них 1 був випущений у Москві, інші випускалися авіаційним заводом № 381, розташованим у Нижньому Тагілі на території Уралвагонзаводу (УВЗ).

## Польоти БІ зі злетом за допомогою РРД
| Дата       | Машина | Льотчик     | Тяга, кгс | Час польоту з РРД, сек | Висота, м | Швидкість, км/год | Швидкопідйомність, м/с | Примітка                                                                        |
| ---------- | ------ | ----------- | --------- | ---------------------- | --------- | ----------------- | ---------------------- | ------------------------------------------------------------------------------- |
| 15.05.1942 | БІ-1   | Бахчиванджі | 600       | 66                     | 840       | 400               | 23                     |                                                                                 |
| 10.01.1943 | БІ-2   | Бахчиванджі | 800       | 63                     | 1100      | 400               | -                      |                                                                                 |
| 12.01.1943 | БІ-2   | Груздєв     | 1100      | 58                     | 2190      | 675               | -                      |                                                                                 |
| 11.03.1943 | БІ-3   | Бахчиванджі | 1100      | 80                     | 4000      | 600               | 82                     |                                                                                 |
| 14.03.1943 | БІ-3   | Бахчиванджі | 1100      | 84                     | 3000      | ~650              | -                      |                                                                                 |
| 21.03.1943 | БІ-3   | Бахчиванджі | 1100      | 30                     | 3000      | 550               | 160                    |                                                                                 |
| 27.03.1943 | БІ-3   | Бахчиванджі | 1100      | 89                     | 2000      | >800              | -                      | Аварія. Літак втрачено. Льотчик-випробувач Григорій Якович Бахчиванджі загинув. |
| 24.01.1945 | БІ-7   | Кудрін      | 1100      | 72,3                   | 1250      | 587               | 87                     |                                                                                 |
| 09.03.1945 | БІ-7   | Байкалов    | 1100      | 73                     | 3500      | 550               | -                      |                                                                                 |

## Льотно-технічні характеристики
Джерело: The Illustrated Encyclopedia of Aircraft (Part Work 1982–1985), 1985, Orbis Publishing.
Основні характеристики
- Екіпаж: 1
- Довжина: 6,4 м
- Висота: 2,06 м
- Розмах крила:

- Площа крила: 7 м²
- Маса порожнього: 958 кг
- Максимальна злітна маса: 1683 кг
- Силова установка: 1 × рідинний ракетний двигун Д-1А-1100
- Тяга: 1 × 1100 кгс

Льотні характеристики
- Практична дальність: 15 хвилин при повній тязі

Озброєння
- Стрілецько-гарматне: 2×20 мм гарматиШВАК